# Maroni (lud)

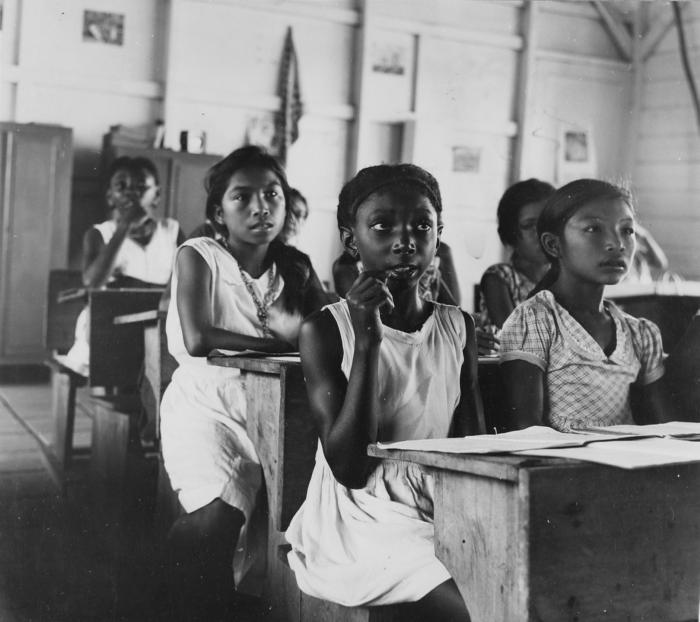
Klasa szkolna Maronów w Bigiston (1964)

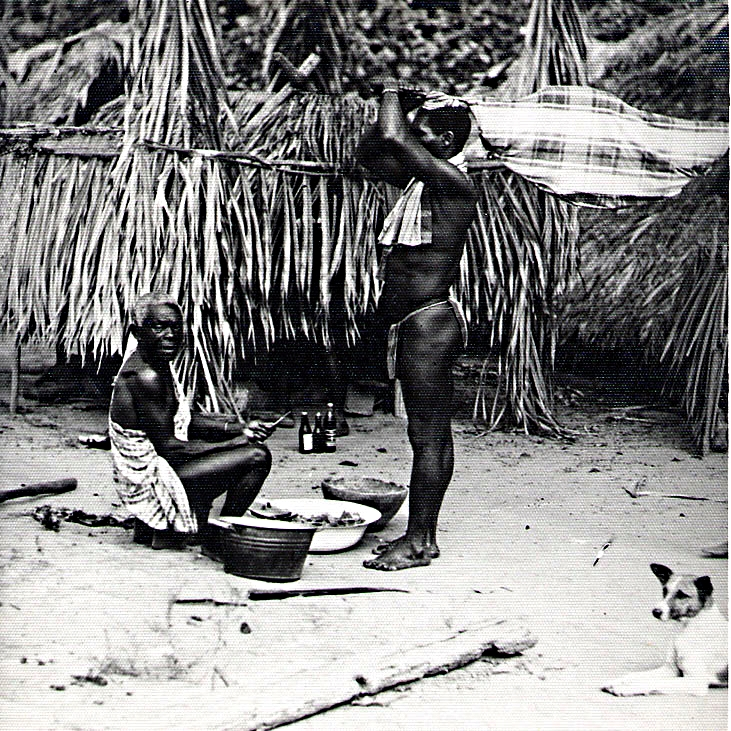
Mężczyzna z plemienia Ndyuka przynosi ciało dziecka szamanowi; Surinam, 1955.

Maroni (Maronowie, hiszp. Cimarrones, fr. Marrons, ang. Maroons) – grupa Afrykanów, dawnych niewolników i ich potomków, którzy uciekli z niewoli lub zostali wyzwoleni. Ukrywali się w niedostępnych regionach obu Ameryk i wysp karaibskich (dawne Indie Zachodnie), gdzie zakładali własne osiedla. Często mieszali się z ludnością tubylczą, co doprowadziło do powstania odrębnych kultur kreolskich, m.in.: Garifuna i Mascogos.

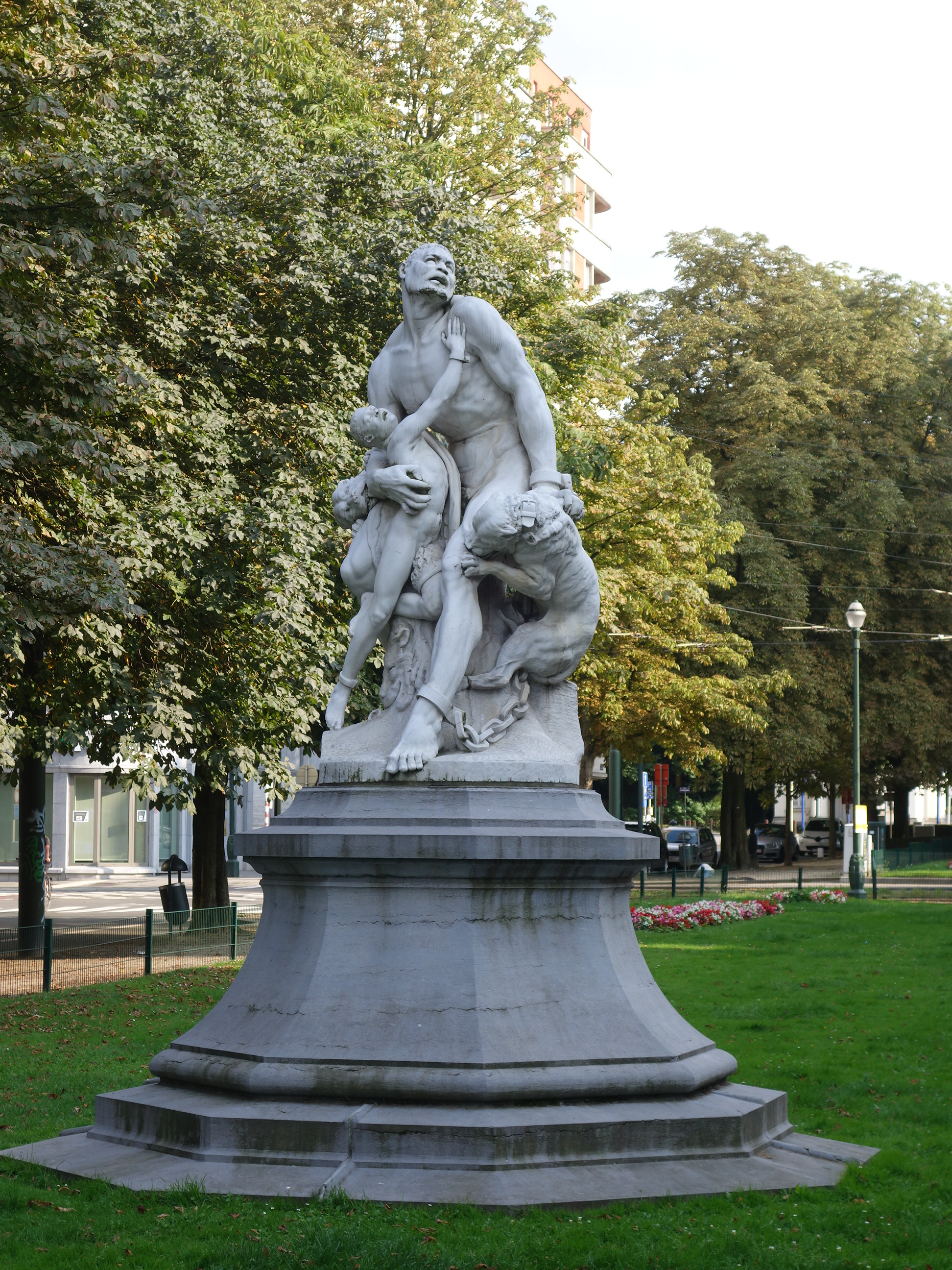
Maronowie zaskoczeni przez psy (1893) autorstwa Louisa Samaina, Bruksela.

## Etymologia
Maroon, co bardzo ogólnie znaczy „porzucenie bez zasobów”, jest zapożyczeniem z francuskiego przymiotnika marron, oznaczające „dziki” lub „zbieg”. Słowo ‘maroon’ zostało po raz pierwszy odnotowane w języku angielskim w 1666 r., kiedy John Davies, tłumacząc z j. francuskiego historię Barbadosu, napisał, że niewolnicy, podobnie jak te zwierzęta, „uciekają i dostają się w góry i lasy, gdzie żyją jak wiele zwierząt; wtedy nazywani są Maronami, to znaczy Dzikusami”. Słowo ‘maroon’ pojawiło się w języku angielskim nieco wcześniej, bo pod koniec XVI w., w innym znaczeniu, na określenie koloru „brązowoczerwonego” lub „kasztanowego”.
Źródłosłowem angielskiego słowa maroon jest prawdopodobnie hiszpańskie cimarrón pochodzące z amerykańskiego hiszpańskiego. Termin ten używany był do określenia zbiegłych niewolników na pograniczu Wirginii i Karoliny Północnej, w kolonialnych Karaibach oraz w innych częściach Nowego Świata. Według językoznawcy Lyle’a Campbella hiszpańskie cimarrón oznacza „dziki, nieokiełznany” lub „zbiegłego niewolnika”. Na początku lat 70. XVI wieku wyprawy Francisa Drake’a na Hiszpanów w Panamie były wspierane przez „symeronów”, co prawdopodobnie jest błędną pisownią właśnie słowa cimarrón. Językoznawca Leo Spitzer pisze w czasopiśmie Language: „Jeśli istnieje związek między ang. maroon, fr. marron a hiszp. cimarrón, to angielski (lub amerykański angielski) zaczerpnął je bezpośrednio z hiszpańskiego (lub amerykańskiego hiszpańskiego)”.
Za starszym pochodzeniem słowa cimarrón opowiada się kubański filolog José Juan Arrom. Według niego wyraz ten pochodzi z języka arawackiego, którym posługiwał się lud Taino zamieszkujący Hispaniolę, a jego źródłem jest słowo simarabo, oznaczające zbiega. Termin ten stosowano na wyspie początkowo w odniesieniu do dzikiego bydła, następnie do zbiegów wśród zniewolonej ludności rdzennej, a od początku lat 30. XVI wieku – do zbiegłych niewolników afrykańskich..
Większość Afrykanów nie nazywała siebie „maronami”. Zazwyczaj wybierali wyzwalające nazwy, takie jak „Nyankipong Pickibu”, co w powszechnie używanym w Ghanie języku Twi, oznacza „Dzieci Wszechmogącego”.

## Historia

### Epoka kolonialna

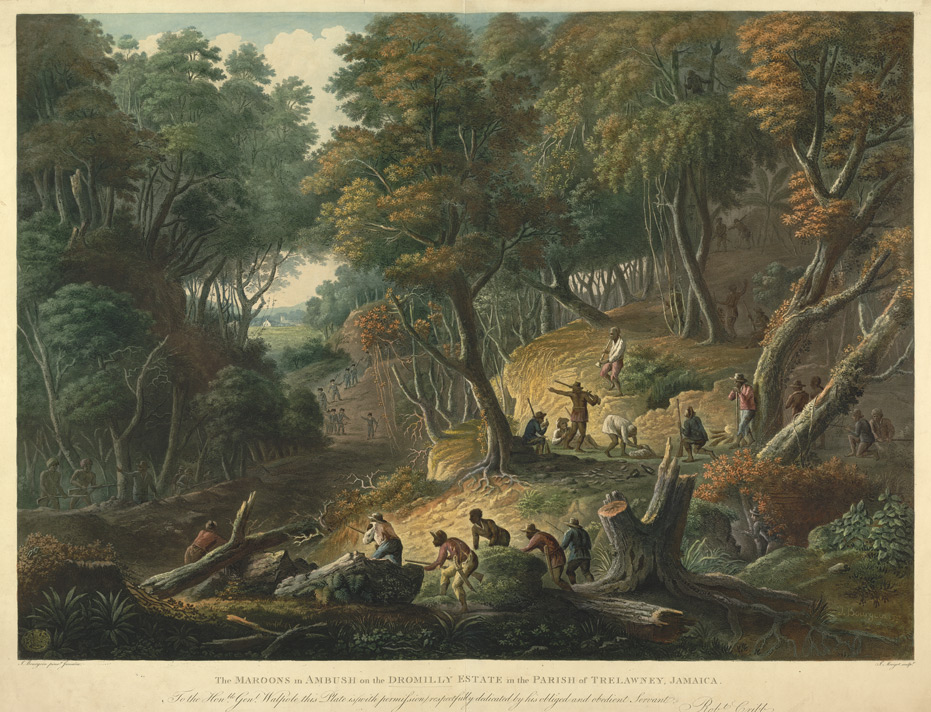
Akwinta z 1801 przedstawiająca atak maronów na posiadłość Dromilly na Jamajce podczas drugiej wojny marońskiej w latach 1795–1796.

Niewolnicy w Nowym Świecie stawiali opór na różne sposoby. Dla właścicieli niewolników najbardziej dotkliwe były ucieczki, w wyniku których zaczęły powstawać funkcjonujące poza granicami plantacji, autonomiczne społeczności byłych niewolników, tj. Maronów. Zjawisko to miało swój początek na Hispanioli (obecnie wyspa Haiti), gdzie powstawały pierwsze europejskie osady w Nowym Świecie. Już w 1503 roku, w dwa lata po rozpoczęciu handlu niewolnikami na Karaibach, problem zbiegów stał się tak duży, że gubernator wyspy nalegał na hiszpańską koronę, aby zawiesiła handel niewolnikami — co na krótko uczyniono. Pierwsze powstanie niewolników na Hispanioli wybuchło 26 grudnia 1522 r., na plantacjach cukru należących do admirała Diego Kolumba, i zostało przez niego brutalnie stłumione. Z kolei pierwszym długotrwałym przypadkiem oporu Maronów była zapoczątkowana w 1532 r. antyhiszpańska rebelia na Hispanioli, trwająca przez około 15 lat. Na jej czele stał Sebastián Lemba. Do Lemby ostatecznie dołączyli inni maronowie, tacy jak Juan Vaquero, Diego del Guzmán, Fernando Montoro, Juan Criollo i Diego del Campo, którzy podjęli walkę z niewolnictwem.
Ponieważ maroni zaczęli stanowić zagrożenie dla hiszpańskiego handlu i gospodarki, hiszpańscy urzędnicy zaczęli obawiać się utraty kontroli nad wyspą. W latach 40. XVI wieku maroni kontrolowali już górzystą, wewnętrzną część Hispanioli, a ich terytorium obejmowało również wschodnią, północną i zachodnią część wyspy. Szacuje się, że w połowie XVI wieku liczba zbiegów przewyższała liczbę białych mężczyzn zamieszkujących Hispaniolę w stosunku siedem do jednego. Grupy maronów prowadziły wojnę partyzancką, atakując napotkane wioski, paląc plantacje, zabijając i plądrując, wyzwalając niewolników, a następnie wycofując się w góry. Drogi stały się tak niebezpieczne, że Hiszpanie mogli poruszać się jedynie w grupach. Stosowana na Hispanioli taktyka — niespodziewane ataki, odwroty i zasadzki przy unikaniu bezpośrednich konfrontacji — stała się wzorcem antykolonialnych działań na całych Karaibach. Maronowie byli obecni na całej Hispanioli aż do połowy XVII wieku.
Francis Drake zwerbował kilku cimarronesów podczas swoich najazdów na Hiszpanów. W 1655 roku zbiegli Afrykanie utworzyli społeczności na Jamajce, a w XVIII wieku Nanny Town i inne jamajskie wioski maronów zaczęły starać się o niepodległość.
Na wyspach karaibskich tworzyli bandy i zbrojone obozy. Społeczności maronów mierzyły się z wieloma problemami. Głównym była aktywność wrogo nastawionych kolonistów. Następnym było zdobywanie żywności. W miarę jak plantatorzy przejmowali coraz więcej ziemi pod uprawy, maroni zaczęli tracić swoje wpływy na małych wyspach (do ok. 1700). Tylko na niektórych większych wyspach pozostały zorganizowane społeczności mogące przeżyć z rolnictwa i łowiectwa. Tam ich liczebność rosła, zasilana kolejnymi uciekinierami.
Jednym z najbardziej wpływowych Maronów był François Mackandal, houngan, który przewodził poprzedzającej rewolucję haitańską, sześcioletniej rebelii przeciwko białym właścicielom plantacji.
Na Kubie w górach żyły społeczności Maronów, którzy dołączyli do plemienia Taino. Zanim zbudowano drogi w górach Portoryko, gęste zarośla ukrywały wielu zbiegłych Maronów na wzgórzach na południowym zachodzie. Wielu z nich zawierało związki małżeńskie z tubylcami. Zbiegli niewolnicy szukali schronienia z dala od nadmorskich plantacji Ponce.
Społeczności Maronów powstały w wielu innych miejscach na Karaibach, np. na wyspach Dominika i Saint Vincent. Brytyjczycy jako największe zagrożenie dla swoich interesów postrzegali Maronów jamajskich. Począwszy od końca XVII wieku Maroni z Jamajki nieustannie walczyli z brytyjskimi kolonistami, co doprowadziło do I wojny marońskiej (1728–1740). W latach 1739 i 1740 brytyjski gubernator Jamajki Edward Trelawny podpisał traktaty obiecujące im ponad 1 000 hektarów ziemi na wschodzie i zachodzie wyspy. W zamian mieli się zgodzić na pojmanie innych zbiegłych niewolników. Początkowo za każdego powracającego Afrykańczyka wypłacano im nagrodę w wysokości dwóch dolarów. Traktaty te skutecznie wyzwoliły Maronów na sto lat przed Ustawą o zniesieniu niewolnictwa z 1833 r., która weszła w życie w 1838 r.
W kolonii Surinamu, którą Anglia oddała Holandii na mocy Traktatu z Bredy (1667), zbiegli niewolnicy zbuntowali się i od końca XVII wieku zaczęli budować swoje wioski. Ponieważ większość plantacji znajdowała się we wschodniej części kraju, w pobliżu rzek Commewijne i Marowijne, marronage odbywał się wzdłuż granic rzecznych, a czasami przez granice Gujany Francuskiej. Do roku 1740 Maroni utworzyli już własne klany i plemiona. Poczuli się na tyle silni, że mogli rzucić wyzwanie holenderskim kolonistom, zmuszając ich do podpisania traktatów pokojowych. 10 października 1760 r. traktat taki podpisał klan Ndyuka. Jego autorem był Adyáko Benti Basiton z Bostonu, były niewolnik afrykański z Jamajki, który umiejąc czytać i pisać, poznał i zrozumiał traktat jamajski.

### Współczesność
Pozostałości społeczności Maronów na dawnych hiszpańskich Karaibach przetrwały do współczesności, np. w Viñales na Kubie i Adjuntas w Portoryko.
Maroni z Jamajki wykazują niezależność i odrębność od społeczeństwa jamajskiego. Fizyczna izolacja, z której korzystali ich przodkowie, doprowadziła do tego, że ich społeczności należą do najbardziej niedostępnych na wyspie. W ich największym mieście, Accompong, w regionie St. Elizabeth, nadal stanowią aktywną społeczność liczącą około 600 osób. Obcokrajowcom oferowane są wycieczki po wiosce, a co roku 6 stycznia odbywa się duży festiwal upamiętniający podpisanie traktatu pokojowego z Brytyjczykami po I wojnie marońskiej.
Traktat Ndyuka współcześnie pozostaje ważnym dokumentem, nadal honorowanym przez rząd Surinamu. Określa on prawa terytorialne maronów do bogatych w złoto wewnętrznych terenów Surinamu.

## Kultura

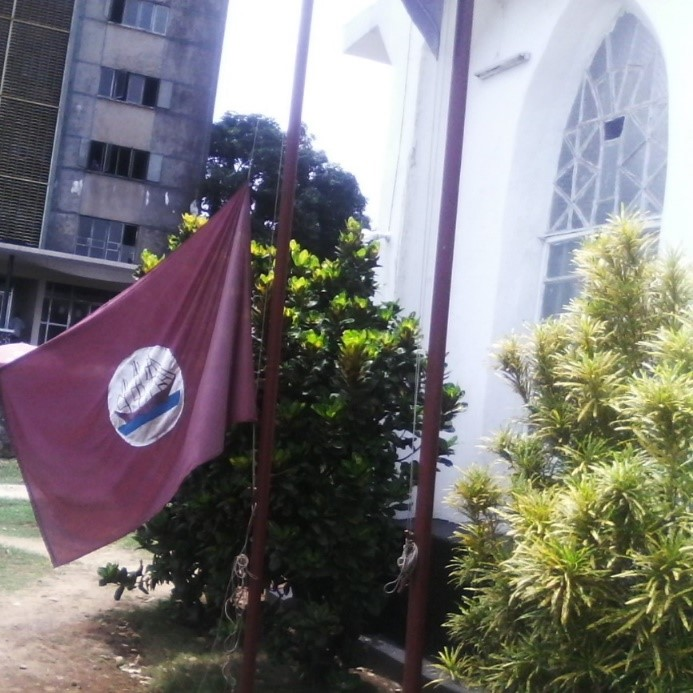
Bordowa flaga marońska we Freetown, Sierra Leone.

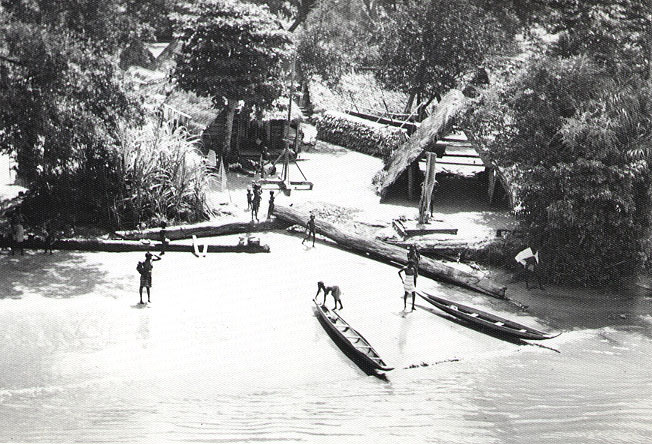
Wioska marońska nad rzeką Surinam, 1955.

Niewolnicy często uciekali z Afryki już w pierwszym pokoleniu od momentu przybycia, zachowując przy tym swoje afrykańskie języki oraz znaczną część swojej kultury i religii. Do tradycji należało między innymi stosowanie specyficznych ziół leczniczych, granie na specjalnych bębnach i tańczenie, gdy zioła podawano choremu. Przetrwały również Inne afrykańskie tradycje i obrzędy.
Dżungle baseny Morza Karaibskiego oferowały zbiegłym niewolnikom pożywienie, schronienie i izolację. Maroni utrzymywali się z uprawy warzyw i polowań. Ich przetrwanie zależało od ich kultury i umiejętności wojennych, stosowania taktyk partyzanckich i ufortyfikowanych siedzib, pełnych pułapek i zasadzek. Niektórzy określali opuszczenie społeczności jako dezercję i dlatego karali je śmiercią. Szczególnie na początku, nie mając żadnego innego zaplecza, napadali na plantacje. Podczas tych ataków Maroni palili plony, kradli bydło i narzędzia, zabijali właścicieli niewolników i uwalniali innych niewolników, aby przyłączyli się do ich społeczności. Poszczególne grupy Maronów często sprzymierzały się z miejscowymi plemionami tubylczymi i czasami asymilowały się z tymi populacjami. Maroni odegrali ważną rolę w historii Brazylii, Surinamu, Portoryko, Haiti, Dominikany, Kuby i Jamajki.
Grupy kulturowe Maronów są bardzo zróżnicowane, ze względu na różnice w historii, geografii, pochodzenia afrykańskiego i zastanej kulturze rdzennej ludności półkuli zachodniej.
Osady Maronów często wykazywały tożsamość klanową. Tworzył się w nich języki kreolskie, poprzez mieszanie języków europejskich z oryginalnymi językami afrykańskimi. Jednym z takich marońskich języków kreolskich w Surinamie jest język saramacki. W innych przypadkach Maroni przyjmowali odmiany lokalnego języka europejskiego (kreolizacja) jako wspólny język, gdyż członkowie często mówili różnymi językami ojczystymi.
Maroni stworzyli własne, niezależne społeczności, które w niektórych przypadkach przetrwały stulecia i jeszcze do niedawna pozostawały oddzielone od głównego nurtu społeczeństwa. W XIX i XX wieku społeczności Maronów zaczęły zanikać w wyniku deforestacji, jednak w niektórych krajach, np. Gujanie i Surinamie, w lasach nadal żyją duże populacje Maronów. Ostatnio wielu z nich przeniosło się do miast i miasteczek ze względu na przyspieszenie procesu urbanizacji.

## Relacje z rządami kolonialnymi
Ucieczka niewolników stanowiło stałe zagrożenie dla kolonialnego porządku, którego niewolnictwo było fundamentem. Kary dla schwytanych maronów były surowe i obejmowały m.in. usunięcie ścięgna Achillesa, amputację nogi, kastrację i spalenie.
Maroni wykorzystywali otoczenie, aby się ukryć swoją obecność. Stosowano zamaskowane ścieżki, fałszywe szlaki, pułapki, podwodne ścieżki. Wykorzystywano naturalne ukształtowanie terenu, grzęzawiska, czy ruchome piaski.
W walce z Europejczykami wykorzystywali elementy walki partyzanckiej, nękającej i podjazdowej.
Mimo że rządy kolonialne znajdowały się w stanie ciągłego konfliktu ze społecznościami Maronów, osadnicy handlowali z nimi towarami i usługami. Maroni handlowali również z odizolowanymi białymi osadnikami i społecznościami indiańskimi. Zdarzało się również, że społeczności Maronów miały sprzeczne interesy i działały przeciwko sobie, będąc również rozgrywane przez kolonizatorów.
Dochowanie tajemnicy i lojalności członków wspólnot było kluczowe dla ich przetrwania. Społeczności stosowały brutalne metody ochrony przed dezercją i szpiegami. Nowi członkowie byli sprowadzani do wspólnoty okrężną drogą, aby nie mogli odnaleźć drogi powrotnej, i odbywali okresy próbne, często pełniąc rolę niewolników. Przestępstwa takie jak dezercja i cudzołóstwo były karane śmiercią.

## Maroni na świecie

### Afryka

#### Mauritius
W 1642 roku, pod rządami gubernatora Adriaana van der Stela, pierwsi holenderscy osadnicy z Holenderskiej Kompanii Wschodnioindyjskiej sprowadzili 105 niewolników z Madagaskaru i Azji, aby pracowali dla nich na Mauritiusie. Jednakże 52 z tych pierwszych niewolników, w tym kobiety, uciekło w głąb wyspy. Złapano tylko 18 z nich. 18 czerwca 1695 gang maronów pochodzenia indonezyjskiego i chińskiego, w tym Aaron d’Amboine, Antoni (Bamboes) i Paul de Batavia, a także zbiegłe kobiety Anna du Bengale i Espérance, podpalił fort osadników, Fort Frederick Hendryk (Vieux Grand Port), próbując przejąć kontrolę nad wyspą. Wszyscy zostali złapani i ścięci. W lutym 1706 doszło do kolejnego buntu, w którym wzięli udział pozostali maronici oraz niezadowoleni niewolnicy. Kiedy Holendrzy opuścili wyspę w 1710 roku, Maroni pozostali.
Kiedy w 1715 roku na wyspie wylądowali przedstawiciele Francuskiej Kompanii Wschodnioindyjskiej, musieli stawić czoła atakom maurytyjskich maronów. Ważnymi wydarzeniami były atak na placówkę wojskową w dystrykcie Savannah w 1724 roku oraz atak na koszary wojskowe w Poste de Flacq w 1732 roku. W wyniku tych ataków zginęło kilka osób. Niedługo po przybyciu w 1735 roku Mahé de La Bourdonnais zorganizował i wyposażył francuskie oddziały milicji, składające się zarówno z cywilów, jak i żołnierzy, do walki z maronami. W 1739 roku przywódca maronów, Sans Souci, został schwytany w pobliżu Flacq i spalony żywcem przez francuskich osadników. Kilka lat później grupa francuskich osadników ruszyła w pogoń za Barbe Blanche, innym przywódcą maronów, lecz zgubiła go w Le Morne. Do innych znanych maronów należeli m.in. Diamamouve i Madame Françoise.

#### Reunion
Najważniejszymi maronami na Reunionie byli Cimendef, Cotte, Dimitile i Maffate.

#### Sierra Leone
W latach 90. XVIII wieku około 600 jamajskich Maronów deportowano do brytyjskich osad w Nowej Szkocji, gdzie przesiedlono również amerykańskich niewolników, którzy zbiegli ze Stanów Zjednoczonych. Niezadowoleni z warunków, w 1800 r. większość z nich wyemigrowała do Freetown w Afryce Zachodniej, gdzie identyfikowali się jako Kreole z Sierra Leone.

### Karaiby

#### Kuba
Na Kubie zbiegli niewolnicy dołączyli do uchodźców z plemienia Taino w górach i utworzyli społeczności maronów.
W 1538 roku zbiegowie pomogli Francuzom w splądrowaniu Hawany.
W 1731 r. w kopalniach Cobre zbuntowali się niewolnicy i założyli niezależną społeczność w Sierra del Cobre, która istniała aż do 1781 r., kiedy to liczba wyzwolonych mieszkańców wzrosła do ponad 1000 osób. W 1781 roku władze kolonialne Hiszpanii zgodziły się uznać wolność mieszkańców tej społeczności.
W 1797 roku jednym z pojmanych przywódców palenque w pobliżu Jaruco był Indianin z Jukatanu.
W pierwszej dekadzie XIX wieku Ventura Sanchez, znany również jako Coba, dowodził palenque liczącą kilkaset osób, osadzoną w górach niedaleko Santiago de Cuba. Sanchez został podstępem nakłoniony do udania się do Santiago de Cuba, gdzie popełnił samobójstwo, unikając pojmania i powrotu do niewoli. Następnie przywództwo w palenque przeszło w ręce Manuela Grinana, znanego również jako Gallo.
Palenque w Bumbie było tak dobrze zorganizowane, że wysyłało własnych kupców w małych łódkach na Jamajkę i Santo Domingo w celach handlowych. W 1830 roku hiszpańskie władze kolonialne przeprowadziły wyprawy wojenne przeciwko palenques Bumba i Maluala. Antonio de Leonowi ostatecznie udało się zniszczyć palenque Bumby.
W latach 30. XIX wieku na zachodzie Kuby, zwłaszcza w okolicach San Diego de Nunez, kwitły marońskie palenque. Biuro do spraw Wyłapania Maronów podało, że w latach 1797–1846 w palenques żyły tysiące zbiegów. Jednakże trwalesz społeczności marońskie zlokalizowały się w górach wyspy. Palenques Moa i Maluala funkcjonowały aż do I wojny o niepodległość w 1868 r., kiedy to duża liczba Maronów wstąpiła do Armii Wyzwolenia Kuby.
W dolinie Viñales zidentyfikowano 28 stanowisk archeologicznych związanych ze zbiegłymi afrykańskimi niewolnikami i maronami z początku XIX wieku; materialne dowody ich obecności znaleziono w jaskiniach regionu, w których grupy te osiedlały się. Tradycja ustna głosi, że Maroni szukali schronienia na zboczach mogotes i w jaskiniach; Muzeum Miejskie w Viñales posiada eksponaty archeologiczne przedstawiające życie zbiegłych niewolników. Tradycje kulturalne odtwarzane podczas Semana de la Cultura (Tygodnia Kultury) upamiętniają założenie miasta w 1607 roku.

#### Dominika, Saint Lucia i Saint Vincent
Społeczności Maronów powstały również na wyspach Karaibów, np. na Saint Vincent zamieszkiwało plemię Garifuna. Wielu członków plemienia Garifuna deportowano na kontynentalną część Ameryki, gdzie niektórzy ostatecznie osiedlili się na Wybrzeżu Mosquito lub w Belize. Z pierwotnego miejsca lądowania na wyspie Roatan u wybrzeży Hondurasu Maroni przenieśli się do Trujillo. Stopniowo grupy migrowały na południe do Królestwa Miskito i na północ do Belize.
Na Dominice zbiegli niewolnicy dołączyli do rdzennej ludności Kalinago w gęsto zalesionym interiorze wyspy i utworzyli społeczności marońskie, które przez cały okres formalnego niewolnictwa znajdowały się w ciągłym konflikcie z brytyjskimi władzami kolonialnymi.
We francuskiej kolonii Saint Lucia Maroni i zbiegli żołnierze Francuskiej Armii Rewolucyjnej utworzyli tzw. Armée Française dans les bois, w skład której wchodziło około 6 000 ludzi, którzy walczyli rebelii Fedona przeciwko Brytyjczykom, którzy zajęli wyspę. Pod wodzą francuskiego komisarza Gasparda Goyranda udało im się odzyskać kontrolę nad większością wyspy z rąk Brytyjczyków, ale 26 maja 1796 ich siły broniące fortu w Morne Fortune, liczące około 2 000 ludzi, poddały się brytyjskiej dywizji pod dowództwem generała Johna Moore’a. Po kapitulacji, ponad 2 500 francuskich i afrokaraibskich jeńców wojennych, a także dziewięćdziesiąt dziewięć kobiet i dzieci, przewieziono z Saint Lucia do zamku Portchester. Ostatecznie zostali oni wysłani do Francji w ramach wymiany więźniów; niektórzy pozostali w Europie, podczas gdy inni wrócili do Francji.

#### Dominikana
Marronage amerykański rozpoczął się w hiszpańskiej Hispanioli. Już w 1503 roku gubernator Nicolás de Ovando skarżył się na zbiegłych niewolników i ich kontakty z Indianami Taino. Do pierwszego buntu niewolników doszło 26 grudnia 1522 na plantacjach trzciny cukrowej należących do admirała Diego Kolumba, i zostało ono brutalnie stłumione przez admirała.
Maroni przyłączyli się do tubylców w wojnie przeciwko Hiszpanom i ukryli się wraz z przywódcą rebeliantów Enriquillo w górach Bahoruco. Gdy archidiakon Alonso de Castro podróżował po Hispanioli w 1542 szacował populację Maronów na 2 000 – 3 000 osób.

#### Haiti
W XVII i XVIII wieku Francuzi spotkali się z wieloma formami oporu niewolników na wyspie Saint-Domingue, którą później nazwano Haiti. Dawniej zniewoleni Afrykanie, którzy uciekli w odległe tereny górskie, byli nazywani marron (po francusku) lub mawon (w haitańskim kreolskim), co znaczyło „zbiegły niewolnik”. Maroni tworzyli zżyte społeczności, które zajmowały się drobnym rolnictwem i łowiectwem. Znane są przypadki, że wracali na plantacje, by uwolnić członków rodziny i przyjaciół. Kilkakrotnie przyłączali się także do osadników z plemienia Taino, którzy uciekli przed Hiszpanami w XVII wieku. Pod koniec XVII i na początku XVIII wieku w górach Bahoruco żyła duża liczba Maronów. W 1702 roku francuska wyprawa przeciwko nim zabiła trzech Maronów i pojmała 11, ale ponad 30 uniknęło pojmania i wycofało się w głąb górskich lasów. Przeprowadzono przeciwko nim dalsze wyprawy, lecz nie przyniosły one większego sukcesu. W roku 1719 udało się im jednak pojmać jednego z przywódców klanu, Michela. W kolejnych wyprawach w 1728 i 1733 roku wojska francuskie pojmały odpowiednio 46 i 32 Maronów. Bez względu na to, ile oddziałów wysłano przeciwko tym uchodźcom, wciąż pojawiali się uciekinierzy. Wyprawy w latach 1740, 1742, 1746, 1757 i 1761 przyniosły niewielkie sukcesy i nie udało się całkowicie zniszczyć ich kryjówek.
W latach 1776–1777 francusko-hiszpańska ekspedycja wyruszyła w rejony przygraniczne gór Bahoruco z zamiarem zniszczenia tamtejszych osad uciekinierów. Jednakże Maroni zostali ostrzeżeni i opuścili swoje wioski i jaskinie, wycofując się głębiej w górskie lasy. Ekspedycja wróciła nie odnosząc sukcesu a wielu żołnierzy straciło życie z powodu chorób i dezercji. W kolejnych latach Maroni atakowali szereg osad, m.in. Fond-Parisien, zdobywając żywność, broń, i proch. Podczas jednej z takich wypraw schwytano jednego z przywódców Maronów, Kebindę, który urodził się na wolności w górach. Później zmarł w niewoli.
W 1782 r. de Saint-Larry postanowił zaproponować pokój jednemu z przywódców maronów, Santiago, przyznając im wolność w zamian za to, że będą ścigać wszystkich uciekinierów i zwracać ich właścicielom. Ostatecznie pod koniec 1785 roku warunki zostały uzgodnione i ponad 100 maronów pod dowództwem Santiago zaprzestało najazdów na terytorium kolonii francuskich.
Inne próby oporu niewolników przeciwko francuskiemu systemowi plantacyjnemu miały bardziej bezpośredni charakter. W latach 50. XVIII wieku przywódca Maronów Mackandal stanął na czele ruchu mającego na celu zatruwanie wody pitnej właścicieli plantacji.
W 1791 roku Boukman wypowiedział wojnę francuskim plantatorom, co zapoczątkowało rewolucję haitańską. Popiersie zwane Le Nègre Marron lub Nèg Mawon to obecnie kultowy pomnik wzniesiony w sercu Port-au-Prince, upamiętniający rolę Maronów w uzyskaniu niepodległości Haiti.

#### Jamajka
Pod koniec XVII i w XVIII wieku Brytyjczycy próbowali wyłapać Maronów, którzy napadali na plantacje i utrudniali ekspansję w głąb lądu. Coraz częstsze konfrontacje zbrojne doprowadziły w latach 30. XVIII wieku do pierwszej wojny marońskiej, jednak Brytyjczykom nie udało się ich pokonać. Ostatecznie w latach 1739 i 1740 podpisano traktat, na mocy którego grupy te uzyskały autonomię w zamian za zgodę na powołanie do służby wojskowej wraz z kolonistami, jeśli zajdzie taka potrzeba. Niektóre frakcje Maronów stały się tak groźne, że zawierały traktaty z lokalnymi władzami kolonialnymi, czasami negocjując swoją niepodległość w zamian za pomoc w polowaniu na innych zbiegłych niewolników.
Z powodu napięć i powtarzających się konfliktów z Maronami z Trelawny Town, w 1795 wybuchła druga wojna marońska. Po tym, jak gubernator podstępem zmusił Maronów do poddania się, rząd kolonialny deportował około 600 marońskich jeńców do Nowej Szkocji. Ze względu na trudności, jakie napotkali, a także trudności czarnych lojalistów, którzy po amerykańskiej rewolucji osiedlili się w Nowej Szkocji i Anglii, Wielka Brytania założyła kolonię w Afryce Zachodniej, Sierra Leone. Dało to etnicznym Afrykańczykom szansę na założenie tam własnej społeczności. Około 1800 roku kilkuset jamajskich maronów zostało deportowanych do Freetown, pierwszej osady w Sierra Leone. Ostatecznie w latach 40. XIX wieku około 200 Maronów z Trelawny powróciło na Jamajkę i osiedliło się we wsi Flagstaff w St. James, niedaleko miasta Trelawny, które obecnie nazywa się Maroon Town, Jamajka.
Jedynym osiedlem Maronów z plemienia Leeward, które zachowało formalną autonomię na Jamajce po drugiej wojnie z Maronami, był Accompong w Saint Elizabeth, którego mieszkańcy przestrzegali postanowień traktatu zawartego z Brytyjczykami w 1739. W Charles Town, nad rzeką Buff Bay, znajduje się również społeczność Windward Maroon. Jeszcze inna zlokalizowana jest w Moore Town (dawniej Nanny Town), również w okręgu Portland. W 2005 roku muzyka zespołu Moore Town Maroons została uznana przez UNESCO za „Arcydzieło ustnego i niematerialnego dziedzictwa ludzkości”. Czwarta społeczność znajduje się w Scott’s Hall na Jamajce, w okręgu St. Mary. Autonomia Accompong została uznana przez rząd Jamajki, gdy wyspa uzyskała niepodległość w 1962 roku.
Rząd próbował wspierać przetrwanie pozostałych osad marońskich. Rząd Jamajki i społeczności maronów zorganizowały doroczną Międzynarodową Konferencję Maronów, która początkowo miała odbywać się rotacyjnie w różnych częściach wyspy. Od 2009 konferencja odbywa się jednak w Charles Town. Zapraszani na nią są Maroni z innych krajów Karaibów, Ameryki Środkowej i Południowej. W 2016 roku delegacja z Accomponga udał się do Królestwa Aszanti w Ghanie, aby odnowić więzi z ludem Akan i Asante, przodkami swoich przodków.

#### Portoryko
W Portoryko rodziny Taino z sąsiedniego Utuado przeniosły się w rejon południowo-zachodnich pasm górskich, wraz ze zbiegłymi afrykańskimi niewolnikami, którzy zawierali z nimi małżeństwa. Analiza DNA współczesnych osób zamieszkujących ten obszar wykazuje pochodzenie w linii żeńskiej od ludów Mandinka, Wolof i Fulani, na podstawie afrykańskiego haplotypu mtDNA powiązanego z nimi, ale też rzadko występującego u Hiszpanów, L1b, który jest tutaj obecny. Przywieźli je afrykańscy niewolnicy, którzy uciekli z plantacji wokół Ponce i utworzyli społeczności z Arawakami (Taino i Kalinago) w górach. Na tym obszarze można również spotkać przedstawicieli linii Arawaków (Tainowie reprezentowani w ramach haplogrupy A i ludzie Kalinago reprezentowani w ramach haplogrupy C).

#### Martynika
Na Martynice afrykańscy niewolnicy uciekali do lasów na północy wyspy. Podczas rewolucji francuskiej niewolnicy Ibo walczyli o swoją wolność, w efekcie czego postanowieniem Francuskiej Konwencji Narodowej w 1794 zniesiono niewolnictwo. Jednak dopiero w 1848 doszło do ostatniego powstania niewolników, a kraj ten stał się pierwszym francuskim terytorium zamorskim, które zniosło niewolnictwo.

### Ameryka Środkowa

#### Belize, Gwatemala, Honduras i Nikaragua
Wokół Zatoki Honduraskiej rozwinęło się wiele różnych społeczeństw Maronów. Niektóre z nich znaleziono wewnątrz dzisiejszego Hondurasu, wzdłuż szlaków handlowych, którymi wydobywane na Pacyfiku srebro było przewożone przez niewolników do nadmorskich miast, takich jak Trujillo i Puerto Caballos, skąd wysyłano je do Europy. Kiedy niewolnicy uciekali, szukali bezpieczeństwa w górach. W 1548 roku na terenie dzisiejszego Hondurasu zbuntowali się niewolnicy w San Pedro. Dowodził nimi niewolnik Miguel, który wyzwolił się i założył własną stolicę. Hiszpanie musieli wysłać posiłki, aby stłumić bunt.: 36
W 1648 roku angielski biskup Gwatemali, Thomas Gage, donosił o obecności grup Maronów liczących setki osób.
Miskito Sambu byli grupą maronów powstałą w 1640 z niewolników, którzy zbuntowali się na portugalskim statku. Statek rozbił się u wybrzeży Hondurasu i Nikaragui. Po ucieczce w głąb wyspy, przez następne półwiecze zawierali małżeństwa z tubylcami. Z czasem objęli przywództwo na Wybrzeżu Moskitów i przeprowadzili szeroko zakrojone rajdy niewolników na terytoria zajęte przez Hiszpanów w pierwszej połowie XVIII wieku.
Garifuna to potomkowie społeczności marońskich, które rozwinęły się na wyspie Saint Vincent, i którzy zostali deportowani na wybrzeże Hondurasu w 1797 roku.

#### Panama
Bayano, mężczyzna z plemienia Mandinka zniewolony i wywieziony do Panamy w 1552, w tym samym roku poprowadził rebelię przeciwko Hiszpanom w Panamie. On i jego zwolennicy uciekli i założyli wioski na nizinach. Wicekról Canete, uznając, że nie pokona ich siłą, zaproponował warunki, które wiązały się z uznaniem ich wolności, pod warunkiem, że odmówią wpuszczenia jakichkolwiek przybyszów i zwrócą zbiegów ich właścicielom.

#### Meksyk
Gaspar Yanga był afrykańskim przywódcą kolonii Maronów na wyżynach Veracruz, na terenie dzisiejszego Meksyku. Uważa się, że Yanga zbiegł na początku lat 70. XVI wieku i była przywódcą grupy Maronów.
W 1609 roku kapitan Pedro Gonzalo de Herrera zorganizował wyprawę przeciwko Yandze i jego maronom, ale pomimo dużych strat po obu stronach, żadna z nich nie odniosła zwycięstwa. Zamiast tego Yanga negocjowała z hiszpańskimi kolonistami w sprawie założenia samorządnej osady marońskiej zwanej San Lorenzo de los Negros (później przemianowanej na Yanga). Yanga zapewnił wolność swoim ludziom a jego palenque uzyskało status wolnego miasta. W zamian Yanga zobowiązała się zwrócić wszystkich zbiegów hiszpańskim władzom kolonialnym.
Na terenie Costa Chica w stanach Guerrero i Oaxaca znajdowało się wiele trudno dostępnych obszarów zapewniających schronienie niewolnikom uciekającym z hiszpańskich rancz i posiadłości na wybrzeżu Pacyfiku. Dowody istnienia tych społeczności można znaleźć w populacji Afromeksykanów zamieszkującej te regiony. Inne społeczności afro-meksykańskie, będące potomkami osób, które uciekły z niewoli, znajdują się w Veracruz i w północnym Meksyku; niektóre z późniejszych społeczności zostały zasiedlone przez osoby, które uciekły z niewoli w Stanach Zjednoczonych za pośrednictwem Southern Underground Railroad.

### Stany Zjednoczone

#### Floryda
Maroni, którzy uciekli z Trzynastu Kolonii i sprzymierzyli się z Seminolami, stanowili jedną z największych i najlepiej prosperujących społeczności marońskich na terenie dzisiejszej Florydy – dzięki większym prawom i swobodom uzyskanym od Imperium Hiszpańskiego. Niektórzy zawierali małżeństwa mieszane i byli kulturowo Seminolami, inni natomiast pielęgnowali kulturę afrykańską. Potomkowie osób, którzy w latach 30. XIX wieku zostały przeniesione wraz z Seminolami na Terytorium Indiańskie, są określani mianem Czarnych Seminolów. Wielu z nich dawniej należało do Narodu Seminoli z Oklahomy, ale od końca XX wieku zostali wykluczeni z niego na mocy nowych przepisów dotyczących członkostwa, które wymagają udowodnienia pochodzenia indiańskiego na podstawie dokumentów historycznych.

#### Illinois
Lakeview zostało założone jako miasteczko wyzwoleńców przez grupę czarnoskórych Amerykanów – zbiegłych niewolników i wyzwoleńców, którzy imigrowali z Karoliny Północnej wkrótce po wojnie z 1812 roku, w latach 1818–1820. Okoliczne tereny sprzyjały pozostałym Indianom Ameryki Północnej, którzy żyli, polowali, łowili ryby i uprawiali ziemię w tym regionie, a społeczność czarna zintegrowała się z autochtonami.

#### Luizjana
Do połowy lat 60. XVIII wieku brzegi jeziora Borgne, tuż poniżej Nowego Orleanu, zamieszkiwały kolonie Maronów. Kontrolowali oni wiele kanałów i przejść przez te tereny, od jeziora Pontchartrain do Zatoki, w tym rzekę Rigolets. Drugą dużą autonomiczną wspólnotą Maronów była San Malo. Kolonie te zostały ostatecznie zniszczone przez milicję z kontrolowanego przez Hiszpanów Nowego Orleanu, pod wodzą Francisco Bouligny’ego. W pacyfikacji pomagali wolni ludzie kolorowi.
Ludzie, którzy uciekli z niewoli w Ameryce przed wojną secesyjną, nadal znajdowali schronienie i wolność na terenach wiejskich Luizjany, w tym na obszarach wokół Nowego Orleanu.

#### Karolina Północna i Wirginia
Na obszarach tych stanów Maronowie zamieszkiwali Wielkie Bagno Ponure. Mimo trudnych warunków, szacuje się, że w między 1700 a 1860 żyło tam tysiące osób.
Czarnoskórzy, rdzenni Amerykanie, i biali wyjęci spod prawa, mieszkali w hrabstwie Robeson w Karolinie Północnej.

### Ameryka Południowa

#### Brazylia
Jedną z najbardziej znanych quilombos (osad Maronów) w Brazylii było Palmares (Państwo Palmowe), które zostało założone na początku XVII wieku. W szczytowym okresie jego populacja liczyła ponad 30 000 wolnych ludzi, a rządził nim król Zumbi. Palmares zachowało niepodległość przez prawie sto lat, aż do zdobycia go przez Portugalczyków w 1694 roku.
Spośród 10 największych quilombos w kolonialnej Brazylii siedem zostało zniszczonych w ciągu dwóch lat od powstania. Cztery z nich były w stanie Bahia w latach 1632, 1636, 1646 i 1796. Pozostałe trzy spotkał ten sam los: w Rio (1650), w Parahybie (1731), i w Piumhy w 1758 roku.
Jedno quilombo w Minas Gerais istniało w latach 1712–1719. Inna, „Carlota” z Mato Grosso, została zniszczona w 1795 po 25 latach istnienia.
Oprócz powyższych istniało wiele mniejszych quilombos. Pierwsze wzmianki o quilombo pochodzą z 1575 roku i można je znaleźć w Bahia. W latach 1737–1787 małe quilombo rozwijało się w okolicach Sao Paulo.
Quilombos istniały również w regionie Campo Grande i São Francisco. W 1741 roku Jean Ferreira zorganizował wyprawę przeciwko quilombo, ale wielu zbiegom udało się uniknąć schwytania. W 1746 podczas kolejnej ekspedycji pojmano 120 członków quilombo. W 1752 roku wyprawa dowodzona przez Pere Marcosa została zaatakowana przez wojowników quilombo.
Quilombos rozwijały się nadal w XIX wieku. W 1810 roku w Linhares w stanie São Paulo odkryto quilombo. Dziesięć lat później znaleziono jedno w Minas. W 1828 kolejne w Cahuca, niedaleko Recife, a rok później zorganizowano ekspedycję podczas której znaleziono kolejne quilombo w Corcovado, niedaleko Rio de Janeiro. W 1855 roku zniszczono quilombo Maravilha w Amazonas.
Najsłynniejszym quilombo było wspomniane Palmares – niezależna, samowystarczalna społeczność w pobliżu Recife, założona około 1600 roku. Jednym z powodów ogromnych rozmiarów Palmares było jego położenie – w punkcie środkowym między Oceanem Atlantyckim a Gwineą, ważnym obszarze afrykańskiego handlu niewolnikami. Quilombo dos Palmares było społecznością zbiegłych niewolników z portugalskich osad w Brazylii, „regionem wielkości Portugalii na zapleczu Bahia” W szczytowym okresie populacja Palmares wynosiła ponad 30 000 osób.
W 1612 roku Portugalczycy bezskutecznie próbowali zdobyć Palmares podczas kosztownej wyprawy. W 1640 roku holenderska misja zwiadowcza odkryła, że społeczność Palmares była rozproszona w dwóch osadach. W jednej z nich żyło około 6000 osób, a w drugiej 5000. Podobnie nieudane były wyprawy Holendrów przeciwko Palmares w latach czterdziestych XVII wieku. W latach 1672–1694 Palmares mierzyło się średnio z jedną wyprawą portugalską niemal każdego roku.
Ganga Zumba i Zumbi to dwaj najbardziej znani wojownicy-przywódcy z Palmares, którzy po serii konfliktów najpierw z holenderskimi, a następnie portugalskimi władzami kolonialnymi, ostatecznie padłi ofiarą portugalskiego ataku artyleryjskiego w 1694 roku.
Liczni potomkowie mieszkańców Quilombo, zwani Quilombolas, nadal żyją w historycznych osadach quilombo. Ich status jako „ludzi tradycyjnych” został uznany w Konstytucji Brazylii z 1988, choć nadal walczą o prawo do ziemi i ochronę przed przemocą.

#### Kolumbia
W 1529 roku na terenie dzisiejszej Kolumbii zbuntowani niewolnicy zniszczyli Santa Martę.
Zbiegli niewolnicy zakładali niezależne społeczności wzdłuż odległego wybrzeża Pacyfiku, poza zasięgiem administracji kolonialnej. Na początku XVII wieku grupa zbiegów założyła palenque na obrzeżach rzeki Magdaleny. Ostatecznie w 1654 roku gubernator Cartegena de Indias, Don Pedro Zapata, pokonał i podporządkował ich sobie.
W dystrykcie Popayán zbiegłym niewolnikom udało się założyć palenque Castillo. W 1732 roku władze hiszpańskie próbowały zawrzeć z nimi pokój wprowadzając klauzulę zobowiązującą ich do odesłania zbiegów, ale władcy Castillo odrzucili te warunki. W 1745 roku władze kolonialne pokonały Castillo, a ponad 200 zbiegłych Afrykanów i Indian poddało się.
Na wybrzeżu Karaibów nadal żyją społeczności Maronów, jak np. w San Basilio de Palenque, gdzie używa się kreolskiego języka palenquero. Początki tej społeczności sięgają początków XVII wieku, kiedy Benkos Biohó poprowadził grupę około 30 zbiegów do lasów i udaremnił próby ich ujarzmienia. Biohó ogłosił się królem Benkos, a jego palenque San Basilio przyciągnęło dużą liczbę uciekinierów, którzy chcieli dołączyć do jego społeczności. Jego oddziały pokonały pierwszą wyprawę wysłaną przeciwko nim, zabijając przywódcę, Juana Gomeza. Hiszpanie doszli do porozumienia z Biohó, lecz później, w 1619 roku, pojmali go, oskarżyli o spisek przeciwko Hiszpanom i powiesili.
Jednak zbiegowie nadal szukali wolności w San Basilio. W 1696 władze kolonialne stłumiły tam kolejną rebelię. Miało to miejsce również w latach 1713–1717. Ostatecznie Hiszpanie zgodzili się na warunki pokoju z palenque San Basilio i w 1772 tę społeczność maronów włączono do dzielnicy Mahates, pod warunkiem, że nie będą już tolerować żadnych zbiegów.

#### Ekwador
Niezależne społeczności wzdłuż rzecz północnego wybrzeża tworzyli zbiegli niewolnicy i ocaleli rozbitkowie. Mieszali się oni z ludnością rdzenną na terenach zdala od administracji kolonialnej w Cojimies y Tababuela, Esmeraldas, Limones.

#### Gujana Brytyjska, Holenderska i Francuska

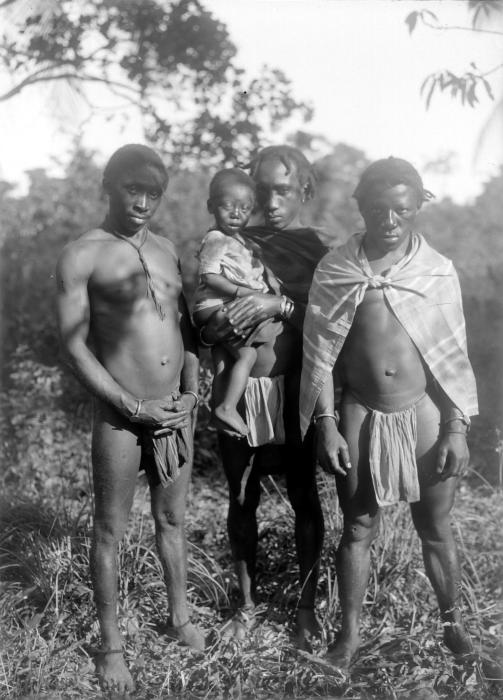
Maroni w Surinamie (kolonii), zdjęcie wykonane między 1910 a 1935

Małżeństwa z Maronami były powszechne w Gujanie Brytyjskiej, Holenderskiej i Francuskiej. Potomkowie Maronów stanowią około 15% obecnej populacji Surinamu i 22% Gujany Francuskiej. W Gujanie zbiegli niewolnicy, lokalnie zwani „bushinengue”, uciekali w głąb kraju i dołączali do rdzennej ludności, tworząc kilka niezależnych plemion, wśród nich Saramaka, Paramaka, Ndyuka (Aukan), Kwinti, Aluku (Boni) i Matawai.
Ndyuka byli pierwszymi, którzy podpisali traktat pokojowy, przyznający im autonomię terytorialną w 1760 roku. W latach 70. XVIII w. Aluku również dążyli do zawarcia takiego traktatu, jednak Towarzystwo Surinamu wypowiedziało im wojnę, co zmusiło ich do ucieczki do Gujany Francuskiej.

#### Surinam
Pozostałe plemiona podpisały traktaty pokojowe z rządem Surinamu. Ostatnim z nich był Kwinti w 1887 roku. 25 maja 1891 roku Aluku oficjalnie otrzymali obywatelstwo francuskie.
Po uzyskaniu przez Surinam niepodległości od Holandii stare traktaty z bushinengu zostały unieważnione. W latach 80. XX wieku bushinenguowie w Surinamie zaczęli walczyć o swoje prawa do ziemi. W latach 1986–1992 w Surinamie trwała wojna domowa, którą prowadziła Jungle Commando, grupa partyzancka walcząca o prawa mniejszości maronów przeciwko dyktaturze wojskowej Dési Bouterse. W 2005 roku, po orzeczeniu Międzyamerykańskiego Trybunału Praw Człowieka, rząd Surinamu zgodził się wypłacić odszkodowania ocalałym z masakry we wsi Moiwana w 1986 roku, podczas której żołnierze zamordowali 39 nieuzbrojonych mieszkańców Ndyuka, głównie kobiety i dzieci. 13 czerwca 2020 Ronnie Brunswijk został wybrany przez aklamację na wiceprezydenta Surinamu, jako pierwszy Maron na takim stanowisku.

#### Wenezuela
W historii kolonii dochodziło do wielu buntów niewolników.
W regionie Barlovento wielu wolnych i zbiegłych niewolników założyło społeczności znane jako cumbes. Jedną z najbardziej znanych tego typu osad jest Curiepe, gdzie co roku obchodzona jest Fiesta de San Juan. Inną grupą była horda Ocoyta, dowodzona przez zbiegłego Guillermo Ribasa, która według doniesień przeprowadziła szereg ataków na sąsiednie miasta Chuspa i Panaquire. Zajmowali się oni między innymi handlem kakao. Guillermo uciekł w 1768 roku i utworzył cumbe, w skład którego weszli zbiegowie pochodzenia afrykańskiego i indiańskiego.
Cumbe Ocoyty zostało ostatecznie zniszczona w 1771 roku. Ekspedycja wojskowa dowodzona przez Germana de Aguilerę zniszczyła osadę, zabijając Guillermo, ale udało się pojmać tylko ośmiu dorosłych i dwoje dzieci. Pozostali zbiegowie wycofali się do okolicznych lasów, gdzie pozostali na wolności.
Jeden z zastępców Guillerma, Ubaldo, zwany „Anglikiem”, którego chrzestne imię brzmiało Jose Eduardo de la Luz Perera, urodził się jako niewolnik w Londynie, został sprzedany kapitanowi statku i odbył wiele podróży, zanim w końcu odzyskał wolność. Był jednym z wielu wolnych czarnoskórych, którzy przyłączyli się do społeczności Ocoyta. W 1772 roku został schwytany przez władze hiszpańskie.
W 1810 roku, gdy wybuchła wojna o niepodległość, wielu członków cumbes opuszczało swoje osady, by walczyć po stronie rebeliantów.

### Zbrodnie Holendrów przeciwko Maronom
Na terenie dzisiejszej Gujany holenderscy urzędnicy przeprowadzili w 1744 roku wyprawę przeciwko obozom co najmniej 300 Maronów w północno-zachodnim dystrykcie Essequibo. Holendrzy przybijali gwoździami odcięte dłonie Maronów zabitych podczas wyprawy do posterunków w kolonii jako ostrzeżenie dla innych niewolników. W 1782 roku pewien francuski urzędnik w tym regionie oszacował, że w okolicach Berbice, Demerary i Essequibo przebywało ponad 2000 Maronów.